# Davutpaşa-YTÜ (métro d'Istanbul)
Pour les articles homonymes, voir Davutpaşa.
Davutpaşa-YTÜ est une station de la branche M1A de la ligne M1 du métro d'Istanbul, en Turquie. Située à la jonction de deux quartiers, Tozkoparan et Çiftehavuzlar, respectivement dans les districts de Güngören et d'Esenler, elle porte le nom d'un autre quartier de ce dernier, Davutpaşa et de l'université technique Yıldız, Yıldız Teknik Üniversitesi en turc, abrégée en YTÜ.
Mise en service le 31 janvier 1994, c'est une station de passage de la branche M1A, en direction de l'aéroport Atatürk.

## Histoire
La station Davutpaşa-YTÜ est mise en service le 31 janvier 1994, lors de l'ouverture à l'exploitation de la première section de la branche M1A de la ligne M1, d'Otogar à Zeytinburnu.